# Бруси Сигурдссон
Бруси Сигурдссон (ум. между 1030 и 1035 годами) — ярл Оркнейских островов (1014—1030/1035), второй сын ярла Сигурда Хлодвирссона, правил вместе с братьями Сумарлиди (до 1015), Эйнаром (до 1020) и Торфинном (до 1030/1035). Известен по «Саге об оркнейцах».

## Биография
Бруси был одним из четырёх сыновей оркнейского ярла Сигурда Хлодвирссона, погибшего в битве при Клонтарфе в 1014 году. После смерти Сигурда его владения были разделены между тремя старшими сыновьями, Сумарлиди, Бруси и Эйнаром Криворотым. Их младший брат, пятилетний Торфинн, не получил удела и воспитывался при дворе своего деда, шотландского короля Малькольма II Разрушителя, который пожаловал ему титул ярла (графа) и область Кейтнесс.
«Сага об оркнейцах» дает описание братьев: «Ярл Торфинн быстро возмужал и стал высоким, сильным, черноволосым юношей. Покуда он рос, каждому становилось понятно, что он не жадный. Его братья Эйнар и Бруси были очень разные по характеру. Эйнар был жестоким и жадным, но успешным в боях воином, а Бруси был сдержанным, кротким и скромным, прекрасно умел вести беседу. Сумарлиди был скорее похож на Бруси, чем на Эйнара. Он был старшим из братьев, но жизнь его была короткой, и он умер в своей постели».

## Совместное правление с Сумарлиди и Эйнаром

Оркнейские и Шетландские острова, Гебриды и остров Мэн в XI веке

Первоначально Бруси правил островами совместно с братьями Сумарлиди и Эйнаром Криворотым. Каждый из братьев владел и управлял собственным владением.
Старший из братьев, Сумарлиди скончался вскоре после смерти своего отца. Торфинн предъявил свои права на часть отцовского наследства и потребовал от старших братьев передать ему треть умершего Сумарлиди. Бруси выступал за передачу Торфинну части островов, но его брат Эйнар Криворотый отказался передать треть островов младшему брату и силой захватил удел Сумарлиди, объединив под своей властью две трети островов. ЭЭйнар вскоре стал непопулярным среди своих подданных, требуя от бондов больших налогов. Каждое лето Эйнар Кривоторый совершал викингские походы и требовал от своих подданных участия в них. Согласно «Саге об оркнейцах», «Эйнар был очень воинственен, а обязанности, которыми он обкладывал бондов, приводили к серьезным неурожаям в его части ярлства. На островах же, где правил Бруси, бонды наслаждались миром и благосостоянием. Поэтому он был всеми любим». Многие знатные бонды бежали с островов в Кейтнесс к ярлу Торфинну Сигурдссону.

## Совместное правление с Эйнаром и Торфинном

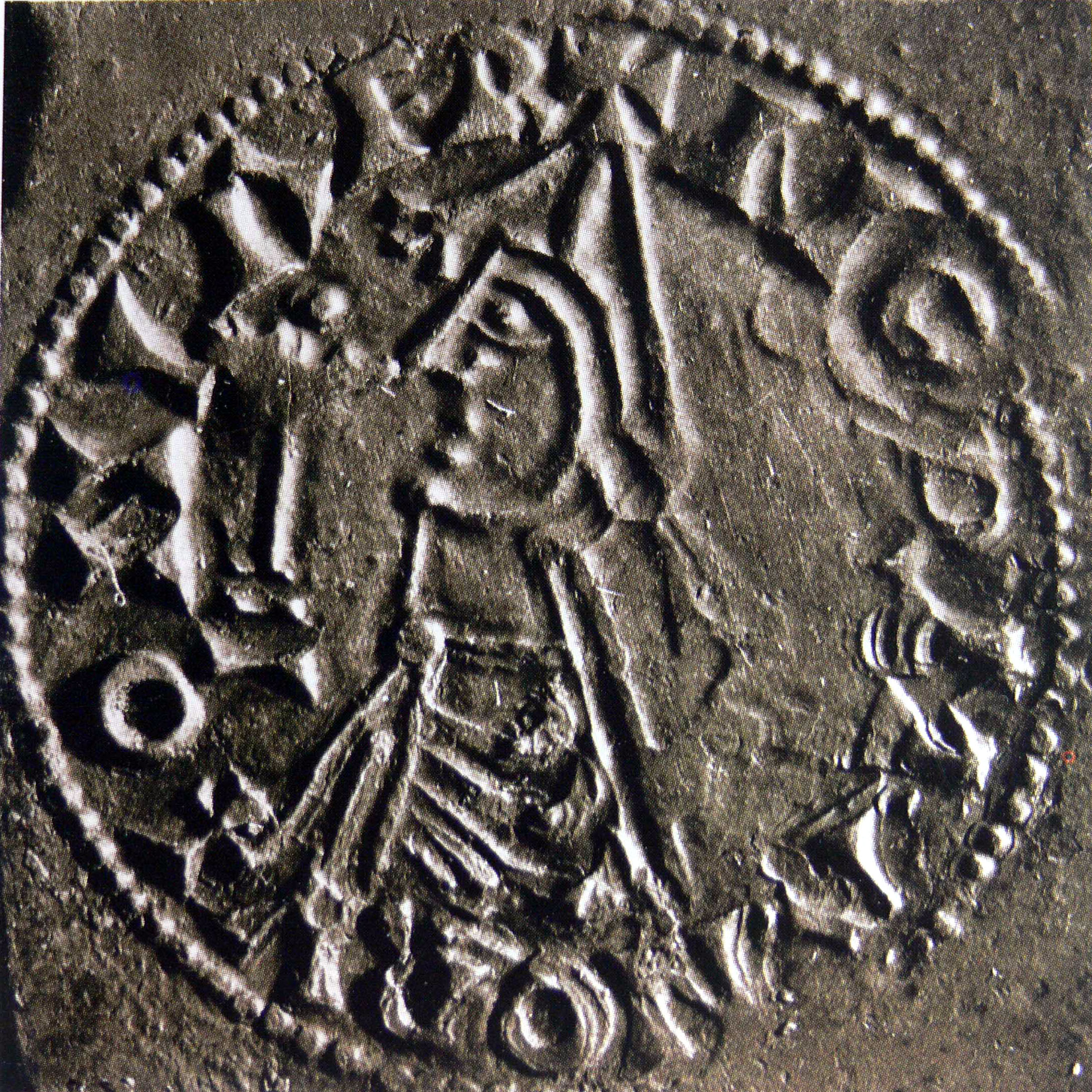
Монета норвежского короля Олава Харальдссона Святого, 1023—1028 годы

Возмужавший Торфинн Сигурдссон потребовал от ярла Эйнара передать ему часть отцовских владений. Эйнар отказался это сделать, в ответ Торфинн стал собирать силы в Кейтнессе. Эйнар Криворотый, узнав о приготовлениях младшего брата, собрал войско и отправился в поход против Торфинна. Ярл Бруси Сигурдссон также собрал войско, чтобы встать между братьями и попытаться их примирить. При посредничестве Бруси Эйнар и Торфинн заключили мирный договор. Торфинн получил во владение свою часть островов, на которые он претендовал по праву, а Бруси и Эйнар должны были объединить свои уделы под совместным управлением. Эйнар Криворотый был признан главой этих территорий и стал руководить обороной островов. После смерти одного из братьев другой должен был наследовать его удел, но дальнейшая судьба наследства была неясна, потому что у Бруси был сын Рёгнвальд, а у Эйнара сыновей не было. Торфинн остался в Кейтнессе и назначил наместников в свои земли на Оркнейских островах. Однажды ярл Торфинн отправил своего воспитателя и советника Торкеля Амундссона собирать налоги на острова, но ярл Эйнар изгнал его с островов в Кейтнесс. Торкель Воспитатель сообщил о случившемся Торфинну и отправился на суд к королю Олаву Харальдссону в Норвегию. Вскоре по требованию короля Олава Святого оркнейский ярл Торфинн Сигурдссон также отбыл в Норвегию. Летом 1020 года Торфинн и Торкель Воспитатель, получив поддержку короля Олава Святого, вернулись на Оркнейские острова, где были встречены ярлом Эйнаром с большим войском. Ярл Бруси Сигурдссон прибыл к братьями и вторично добился примирения между ними. Ярлы Торфинн и Эйнар заключили мирное соглашение. В октябре того же 1020 года на пиру у Торкеля Воспитателя ярл Эйнар Криворотый был убит. По убийства Торкель Амундссон бежал в Норвегию.

## Совместное правление с Торфинном

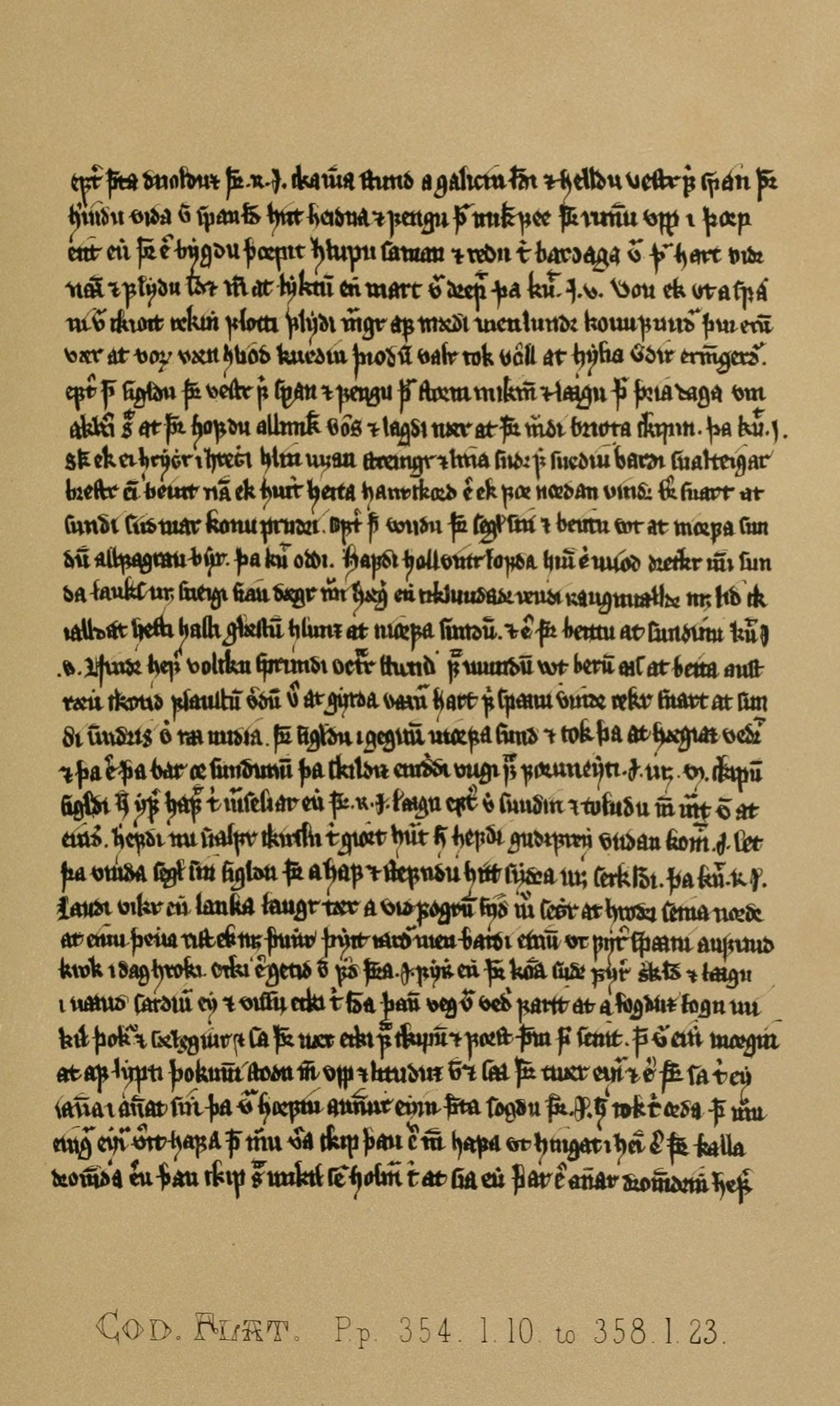
Фрагмент «Саги об оркнейцах», Книга с Плоского острова, конец XIV века

После гибели Эйнара Криворотого Бруси унаследовал треть его владений на островах. Его младший брат Торфинн Сигурдссон потребовал от Бруси уступить ему домен умершего Эйнара, но Бруси отказался это сделать. Весной следующего года Торфинн вновь потребовал от Бруси, что он передал ему половину Оркнейских островов. Торфинн пользовался поддержкой своего деда, короля Шотландии Малькольма, а Бруси Сигурдссон мог рассчитывать только на свои собственные силы.
Ярл Бруси вместе с 10-летним сыном Рёгнвальдом отправился в Норвегию, рассчитывая на помощь и поддержку норвежского короля Олава Харальдссона Святого. Бруси Сигурдссон вынужден был признать свою вассальную зависимость от Олава Святого, который взамен передал ему в ленное владение его домен. Вслед за Бруси ко двору Олава Святого прибыл его младший брат и соперник Торфинн Сигурдссон. Под давлением Олава Святого ярл Торфинн также признал себя вассалом норвежского короля, который сохранил за ним его часть владений. Треть убитого Эйнара Криворотого Олав Святой взял себе и передал в управление ярлу Бруси Сигурдссону, который вынужден был оставить в качестве заложника в Норвегии своего сына и наследника Рёгнвальда. Рёгнвальд Брусасон стал соратником Олава Святого и на его стороне сражался в 1030 году в битве при Стикластадире. После гибели Олава Святого Рёгнвальд вместе с его сводным братом Харальдом Сигурдссоном отправился в Швецию, а оттуда в Киевскую Русь, где они оба поступили на службу к великому князю киевскому Ярославу Мудрому.
«Сага об Олаве Святом» сообщает, что ярл Бруси Сигурдссон скончался между 1030 годом (гибель Олава Святого) и 1035 годом (окончание правления Кнуда Великого). «Сага об оркнейцах» утверждает, что Бруси умер прежде, чем его сын Рёнгвальд вместе с Магнусом Добрым (сыном Олава Святого) вернулся в Норвегию.
После смерти ярла Бруси Сигурдссона его младший брат и соправитель Торфинн Сигурдссон стал единоличным правителем Оркнейских островов. Однако в 1036 году Рёгнвальд Брусасон, получивший поддержку и помощь норвежского короля Магнуса Доброго, вернулся на острова и добился от своего дяди Торфинна передачи ему двух третей островов, которыми ранее владел его отец Бруси.